# 7月23日 (旧暦)
旧暦7月23日は旧暦7月の23日目である。六曜は大安である。

## できごと
- 正慶4年/建武2年（ユリウス暦1335年8月12日） - 中先代の乱。鎌倉に幽閉中の護良親王を足利直義が暗殺
- 慶安4年（グレゴリオ暦1651年9月7日） - 慶安の変。兵学者・由井正雪の幕府顛覆計画が発覚
- 万治元年（グレゴリオ暦1658年8月21日） - 大火が起きたため明暦より万治に改元

## 誕生日
- 天文4年（ユリウス暦1535年8月21日） - 島津義弘、薩摩の戦国大名（+ 1619年）
- 天明7年（グレゴリオ暦1787年9月4日） - 二宮尊徳（金次郎）、農政家（+ 1856年）
- 慶応3年（グレゴリオ暦1867年8月20日） - 幸田露伴、小説家（+ 1947年）

## 忌日
- 天武天皇元年（ユリウス暦672年8月24日） - 弘文天皇[要出典]、39代天皇（* 648年）
- 久寿2年（ユリウス暦1155年8月22日） - 近衛天皇、76代天皇（* 1139年）
- 明治4年（グレゴリオ暦1871年9月7日） - 鬼面山谷五郎、13代横綱（* 1826年）